# Dullstroom
Dullstroom également appelée Dullstroom-Emnotweni, est un village de la province du Mpumalanga en Afrique du Sud. Dullstroom est réputé être un des villages les plus froids du pays. C'est aussi l'une des premières destinations de pêche à la mouche du pays. La gare ferroviaire de Dullstroom est la plus élevée d'Afrique du Sud (2077 m).  

## Étymologie
Le nom de Dullstroom rend hommage au fondateur du village, Wolterus Dull, et aux importants flots (stroom) de la rivière Crocodile située toute proche de la localité. Également appelé Dullstroom-Emnotweni (place de prospérité),, le village est surnommé Dullies par les locaux.

## Démographie

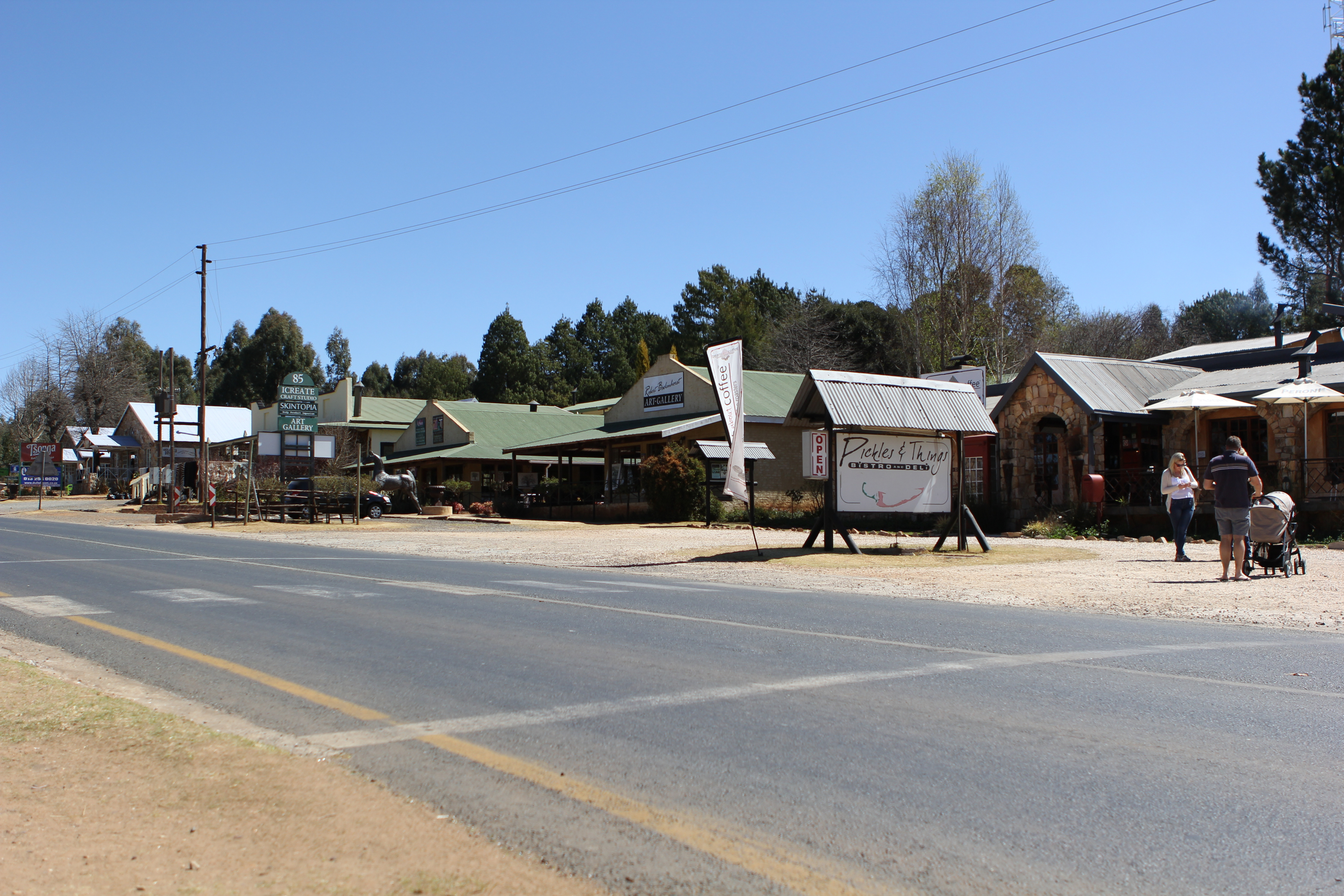
Rue principale de Dullstroom

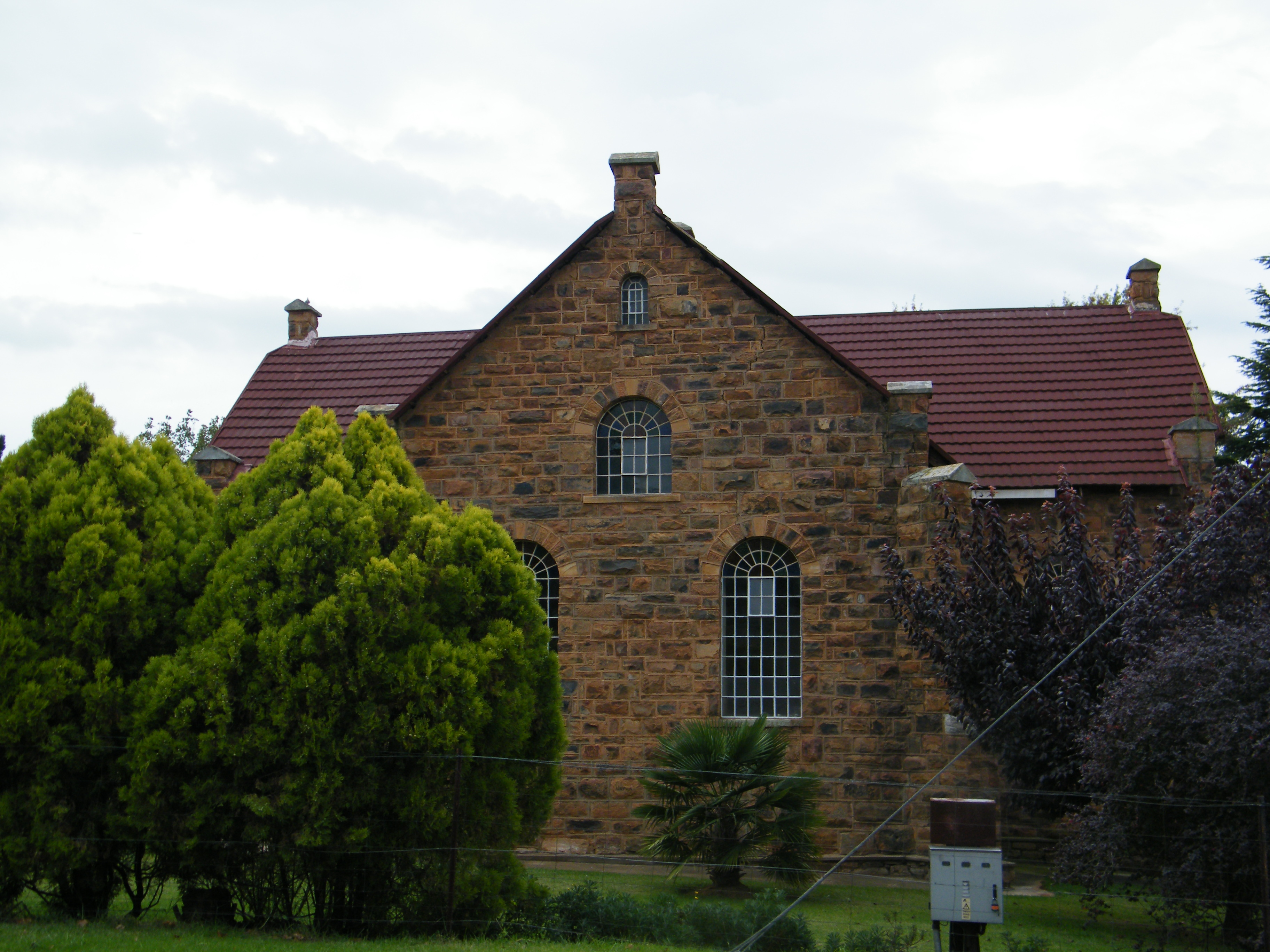
Église réformée de Dullstroom

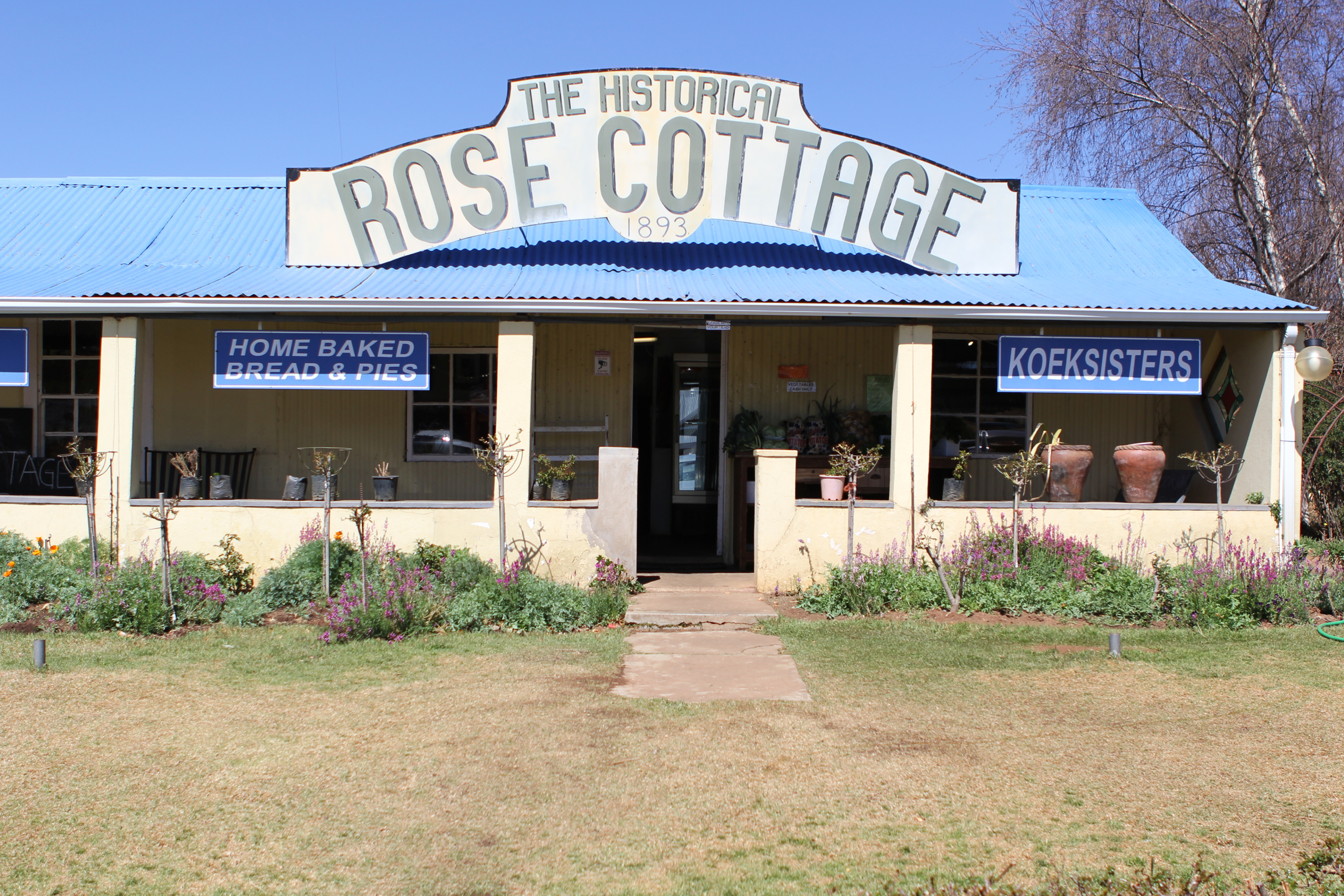
Rose Cottage

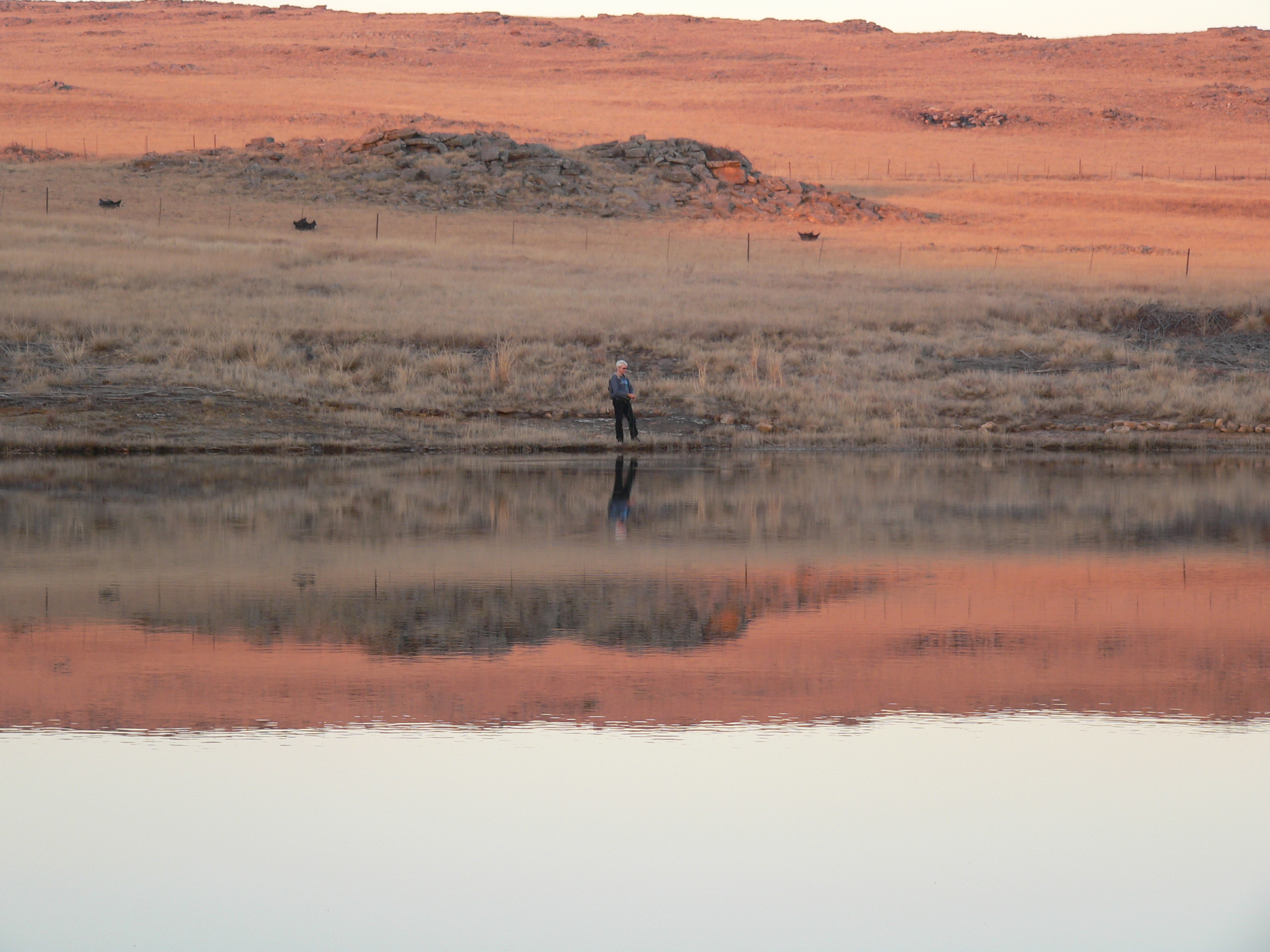
Pêche à la mouche à Dullstroom

Selon le recensement de 2011, le village de Dullstroom compte 558 résidents dont 84,23 % issus de la communauté blanche d'Afrique du Sud. Les communautés bantouphones représentent 8,06 % des résidents. La langue maternelle dominante est l’anglais (50,72 %) suivi de l'Afrikaans (42,11 %) et du Sesotho (1,97 %).
Le township de Dullstroom est Sakhelwe (4 664 résidents à 98,99 % issus des communautés bantouphones, majoritairement de langue sepedi et zoulou). Situé à proximité du village de Dullstroom, le township est géré par la municipalité de Emakhazeni. 

## Histoire
En 1881-1883, un comité d'entraide est fondé aux Pays-Bas, par un commerçant néerlandais nommé Wolterus Dull, pour subvenir aux besoins des habitants du Transvaal ayant subi des pertes durant la première guerre des Boers. Les fonds récoltés par ce comité allaient, par la suite, servir à stimuler l'immigration néerlandaise en république sud-africaine du Transvaal avec le soutien du président Paul Kruger. Deux fermes, Groot Suikerboschkop et Elandslaagte, furent alors achetées par Wolterus Dull dans le Transvaal-oriental pour y établir une colonie néerlandaise.  
Les premiers immigrants hollandais arrivèrent durant la période 1884-1887. Wolterus Dull vint lui-même visiter Groot Suikerboschkop en 1890. La localité, sous le nom de Dull's-stroom, fut reconnue comme village en 1892 par le président Paul Kruger.
En 1893, le village compte 48 habitants, huit maisons, trois étables, dix kraals pour le bétail et un commerce.
Durant la seconde guerre des Boers, le village est rasé par les troupes britanniques en mai 1900 tandis que les femmes et les enfants sont envoyés dans les camps de concentration situés à Belfast. Nombre d'entre eux moururent durant leur détention. La zone est encore le théâtre de nombreuses escarmouches avec la guérilla boer.  
Après la fin de la guerre (1902), plusieurs anciens résidents reviennent à Dullstroom et font renaitre le village de ses cendres. Seuls deux bâtiments ont survécu à la guerre, dont l'actuel Rose Cottage, même l'église réformée néerlandaise historique en pierre est détruite, elle sera reconstruite en 1905 et abritera la première école de Dullstroom.  
En 1920, Dullstroom compte 8 commerces et le conseil communal est établi en 1921.
Dullstroom et sa région, dont les paysages rappellent l'Écosse, se développent tout au long du XXe siècle comme centre de villégiature, réputé pour ses cours d'eau et ses truites, et particulièrement apprécié par les habitants de Johannesbourg, férus de pêche à la mouche .

## Romans évoquant Dullstroom
- Rosemary Rudd, Soul Shadow, 2015,  (ISBN 978-1-4828-2568-8)